# Nuri al-Said

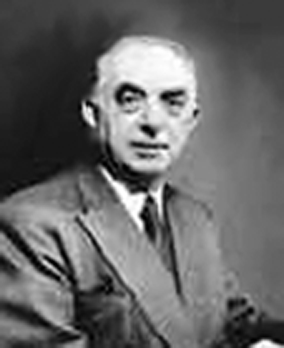
Nuri al-Said

Nuri al-Said of Nuri Pasja as-Said (Arabisch: نوري السعيد) (Bagdad, 23 oktober 1888 - aldaar, 15 juli 1958) was een Iraaks premier. 
De pro-Britse Nuri al-Said werd voor de eerste keer premier van Irak in maart 1930. Na de onderdrukking, met Britse hulp, van het pro-Duitse regime van Rasjid Ali werd Nuri al-Said in juni 1941 opnieuw minister-president. In de jaren was hij een van de architecten van het anti-communistische Pact van Bagdad. Na de coup van de nationalistische generaals op 14 juli 1958, wist hij aanvankelijk te vluchten. Vermomd als vrouw (met hoofdbedekking) werd hij echter ontdekt. Na een kort vuurgevecht kwam Nuri al-Said om het leven.